# Estefanía Ramírez
Estefanía Ramírez (m. 1183) fue hija del conde Ramiro Froilaz, un poderoso magnate del reino de León, miembro del linaje de los Flaínez, y esposa del conde Ponce de Minerva. Ambos dotaron y fundaron el Monasterio de Sandoval. Después de enviudar, en febrero de 1176 la condesa fundó el Real Monasterio de Santa María de Benavides en Boadilla de Rioseco y en septiembre del mismo año el de Santa María de Carrizo en la villa de Carrizo de la Ribera donde se retiró con su hija María que se convirtió en la primera abadesa de este cenobio.

## Orígenes familiares

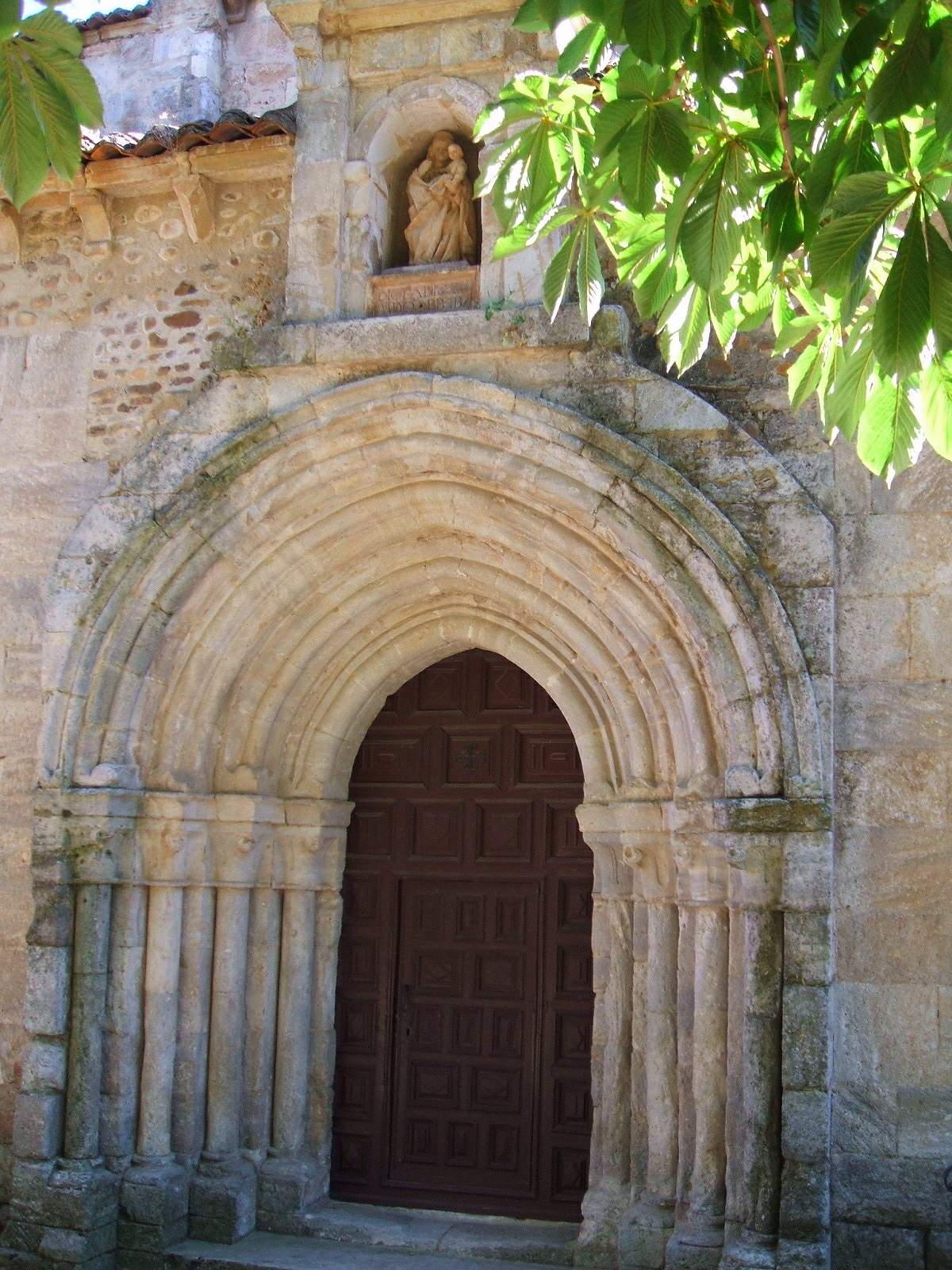
Portada de estilo cisterciense de la iglesia del Monasterio de Santa María de Carrizo

Su padre, el conde Ramiro Froilaz, contrajo tres o cuatro matrimonios. No queda constancia documental de cual de sus esposas fue la madre de Estefanía, pero por las costumbres onomásticas de la época, se sospecha que pudo ser Sancha Rodríguez ya que una hija de la condesa llevó ese nombre. Era nieta de la condesa Estefanía Sánchez, de la casa real de Pamplona —hija del infante Sancho Garcés—, y del conde Fruela Díaz, descendiente del conde Flaín Muñoz y de la Casa de Cea.
Su patronímico y matrimonio con el conde Ponce de Minerva constan en varios documentos, entre ellos, la carta fundacional del monasterio de Santa María de Carrizo donde ella declara: Ego comitissa domna Stephania Ramiri (...) pro anima mariti mei comitis domni Poncii («Yo, la condesa Estefanía (...) por el alma de mi marido el conde don Ponce») así como en el privilegio registrado en el tumbo del monasterio de Sandoval del rey Alfonso VII de León a favor del «conde Ponce de Minerva y dona Estefanía Ramírez, su mujer». Ángel Manrique en sus Anales cistercienses confundió a la esposa del conde Ponce con su homónima, Estefanía Ermengol —hija de Ermengol V de Urgel y nieta de Pedro Ansúrez— que había fundado el monasterio cisterciense de Santa María de Valbuena.  El padre Yepes en su Crónica General de la Orden de San Benito siguió a Manrique y llama a la esposa del conde Ponce Estefanía Ermengol. Otros historiadores modernos también afirman que fue la nieta de Pedro Ansúrez la fundadora de los monasterios de Sandoval, Valbuena y Benavides, «aunque hay indicios suficientes para afirmar que es Estafanía Ramírez la fundadora de las abadías de Sandoval, Benavides y Carrizo».

## Matrimonio y descendencia
Su matrimonio con el conde Ponce de Minerva seguramente se celebró en 1140. El 30 de enero de ese año, la infanta Sancha Raimúndez, quien se había encargado de la educación del joven conde cuando llegó al reino de León, le donó, con motivo de su matrimonio, el lugar de Argavallones, perteneciente al infantado leonés. Su padre, el conde Ramiro Froilaz, entregó la mitad de Carrizo a Estefanía y su marido la otra mitad, que había recibido del emperador Alfonso VII para que se lo entregara en arras a la condesa. Tuvieron cuatro hijos: Fernando; Ramiro; María; y Sancha Ponce. Al morir el conde Ponce, dejó a su mujer todos sus dominios.

## Fundaciones y donaciones
El 15 de febrero de 1167, la condesa y su esposo, el conde Ponce, acompañados de sus hijos Ramiro, María y Sancha, dotaron y fundaron el Monasterio cisterciense de Sandoval.

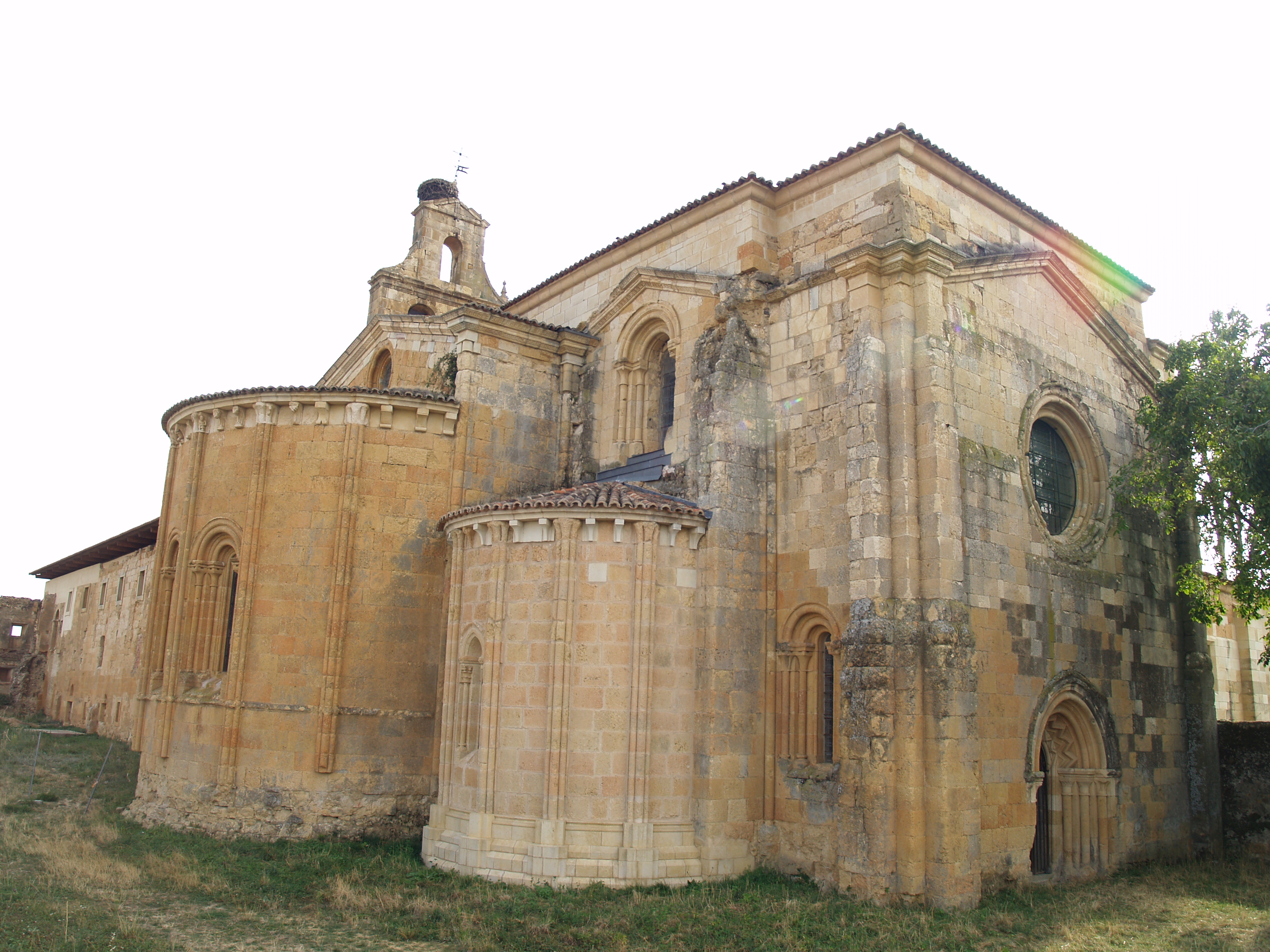
Ábsides de Monasterio de Sandoval

El 30 de julio de 1175, ya viuda, la condesa, con sus hijos, donó sus heredades en Quintanilla y Mayorga a la Abadía de Santa María de Benevívere y en el mismo día, en otra transacción, sus propiedades en Santa María de Lerones, cerca de Saldaña, además del Hospital de Don García, por el alma de su difunto esposo.
En 1176, Estefanía fundó el Real Monasterio de Santa María de Benavides en Boadilla de Rioseco que estuvo situado originalmente en un lugar llamado Valverde.  Donó el territorio al Monasterio de Santa María de Sobrado, del cual fue filial el nuevo monasterio.  El rey Alfonso VIII de Castilla en 1176 hizo una donación de una heredad en Benavides donde se trasladaron los monjes que se encontraban en Valverde.
El 10 de septiembre de 1176, donó a la orden cisterciense los lugares de Carrizo, San Pedro del Páramo, Grulleros, Argavallones, las heredades que poseía en Astorga, Riegos (Villaviciosa de la Ribera) y Tapia para la dotación y fundación de un nuevo monasterio, el de Santa María de Carrizo, donación hecha pro anima mariti mei comitis domni Poncii. En el documento fundacional, la condesa indica que si el sitio no es del agrado de la Orden del Cister, que sea su hija, la condesa María, la que decida a que orden se debería dar para fundar el monasterio. Dicho monasterio vivió su época de mayor esplendor entre los siglos XV y XVII. La comunidad llegó a tener unas ochenta monjas y sus abadesas, miembros de la alta nobleza, lo gobernaron eficazmente, dotándole de una gran solidez económica. La mayor parte de lo que se conserva del monasterio data de esa época. 
La condesa Estefanía se retiró a este monasterio acompañada de su hija María que se convirtió en la primera abadesa. Estefanía no llegó a tomar los hábitos, pero gobernó el monasterio como «señora», hecho frecuente entre las damas de las familias promotoras. Después de su muerte, ocurrida en 1183, su cuerpo fue trasladado la monasterio de Sandoval y ahí recibió sepultura al lado de su esposo el conde Ponce.